# 雨を追いかけて
「雨を追いかけて」（あめをおいかけて）は、THE HOOPERSの2ndシングル。2015年6月3日にユニバーサルシグマから発売された。

## 内容
- 初回盤A（CD+DVD）、初回盤B（CD+DVD）、初回盤C（CD+写真集）、通常盤（CD Bonus Track付）の計4種発売。

## 収録曲
全編曲：KUME.

### 全種共通
1. 雨を追いかけて
  - 作詞・作曲：平義隆
2. 離さないよ
  - 作詞：SHIKATA、作曲：SHIKATA・KAY
3. 雨を追いかけて (Instrumental)
4. 離さないよ (Instrumental)

### 初回盤A
DVD
1. 雨を追いかけて (Music Video)
2. 雨を追いかけて (Music Video Making)

### 初回盤B
DVD
1. THE HOOPERS 初撮影オフショット・フィルム
2. 雨を追いかけて (Dance Shot ver.)

### 初回盤C
写真集

### 通常盤
1. Mr.Music (Bonus Track)
  - 作詞・作曲：れるりり、ロンチーノ=ペペ